# 2NE1 2nd Mini Album
"2NE1 2nd Mini Album"은 대한민국의 음악 그룹 2NE1의 두 번째 미니 앨범이다. 2011년 7월 28일 발매되었으며, 음반 발매 전 "Lonely"와 '내가 제일 잘 나가'를 싱글로 발매해 1위를 차지하는 등 큰 인기를 얻었다. 또한 박봄이 솔로로 발표했던 "Don't Cry" 역시 수록되어 있다. 타이틀 곡은 "Ugly"이다.

## 배경
2011년 4월 21일 박봄은 솔로 디지털 싱글 "Don't Cry"를 발매하며 2NE1의 컴백을 알렸다. 이후 5월 21일에는 "Lonely", 6월 24일에는 '내가 제일 잘 나가'를 디지털 싱글로 발매해 모두 1위를 차지하는 등 큰 인기를 얻었다. 이번 미니 앨범의 자켓은 주로 팝 가수들과 함께 작업한 팝 아티스트 마리 킴이 맡아서 진행했으며, 애니메이션으로 만들었다. 2011년 7월 21일에는 서브 타이틀곡인 "Hate You"를 선공개했고 "Ugly"는 앨범 출시와 함께 공개되었다.

## 차트 성적
2NE1 2nd Mini Album은 발매되자마자 가온 앨범차트 5위에 올랐고, 7월 월간 차트에서는 54,900만 장을 팔아치워 1위에 올랐다. 또한 타이틀곡 "Ugly"가 가온 디지털 종합차트에서 1위를 차지함으로써 네 곡의 수록곡들을 모두 1위에 올려놓았다("Lonely", "내가 제일 잘 나가", "Don't Cry").

## 수록곡
| #             | 제목                     | 작사           | 작곡           | 편곡          | 재생 시간 |
| ------------- | ------------------------ | -------------- | -------------- | ------------- | --------- |
| 1.            | 〈내가 제일 잘 나가〉    | 테디           | 테디           | 테디          | 3:30      |
| 2.            | 〈Ugly〉                 | 테디           | 테디, 리디아백 | 테디          | 4:08      |
| 3.            | 〈Lonely〉               | 테디           | 테디, 쿠시     | 테디          | 3:30      |
| 4.            | 〈Hate You〉             | 테디           | 테디           | 테디          | 3:31      |
| 5.            | 〈Don't Cry〉            | 테디, 리디아백 | 테디, 리디아백 | 테디          | 3:12      |
| 6.            | 〈Don't Stop The Music〉 | 쿠시           | 쿠시           | 필강          | 3:49      |
| 총 재생 시간: | 총 재생 시간:            | 총 재생 시간:  | 총 재생 시간:  | 총 재생 시간: | 21:40     |

## 크레딧
앨범의 라이너 노트를 참고한 것이다.
| - 이그제큐티브 프로듀서 - 양현석 - 프로듀서 - 테디 - 프로듀싱 엔지니어 - 이경준 - 레코딩 엔지니어 - 이경준 - 레코딩 스튜디오 - YG 스티듀오 - 믹싱 엔지니어 - 제이슨 로버트 - Mastered by - TOMCOYNE (스테링 사운드, NYC.) - A&R - YG 엔터테인먼트 - 아트 디렉터 - SEONGEUN CHANG - 아트 워크 - 마리킴 - 디자인 - 장성은, 이현주 - 프린팅 - 투데이아트 | - 스타일리스트 - 2NE1 스타일리스트 팀 (YG 엔터테인먼트) - 헤어 - 서윤 (고원) - 메이크업 - 신성은, 김민선 - 아티스트 매니지먼트 - 박헌표, 이지주, 손지훈, 이상훈 - 마케팅&프로모팅 - 최성준, 강선영, 황미현, 최정수, 정유진, 최은유, 노지원, 신영주, 이효정, 나기쁨, 변다정, 조 현, 김정흠, 김영석 - 팬 매니지먼트 - 이보영, 방미란, 김주희 - 퍼블릭 릴렉션 & 퍼블리시티 - 황민희 - 오버시즈 비지니스 - 이주용, 조윤정 - E-비지니스 - 이종원, 김준형, 정효진, 김민지 - 이그제티브 슈퍼바이저 - 양민석 - 아티스트 프로덕션 - YG 엔터테인먼트 |

## 차트
| 차트 (2011)                      | 최고 순위 |
| -------------------------------- | --------- |
| 대한민국 가온 앨범 차트          | 1         |
| 대한민국 가온 월간 앨범 차트     | 1         |
| 미국 빌보드 월드 앨범 차트       | 4         |
| 미국 빌보드 히트시커스 앨범 차트 | 34        |